# Waldschmidt Hall

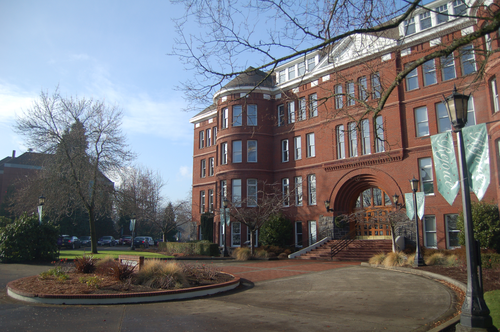
Vorderseite von Waldschmidt Hall (2007)

Waldschmidt Hall (ursprünglich West Hall) ist ein akademischen Zwecken dienendes Gebäude der University of Portland in Portland im US-Bundesstaat Oregon. Das 1891 erbaute Gebäude war ursprünglich Teil der inzwischen nicht mehr bestehenden Portland University und befindet sich im Norden Portlands oberhalb des Willamette Rivers. Es wurde am 22. September 1977 dem National Register of Historic Places hinzugefügt und 1992 renoviert. Im selben Jahr erhielt es den Namen Waldschmidt Hall. In dem ältesten Gebäude auf dem Campus der Universität sind Verwaltungsbüros der Universität sowie einige Hörsäle untergebracht.

## Geschichte
Mitglieder der Bischöflichen Methodistenkirche gründeten in Portland 1891 die Portland University und begannen mit der Sammlung von Geldern für den Betrieb der Schule. In diesem Jahr ließ die Universität zu Baukosten von 32.500 (2009: 791.000) US-Dollar das fünfstöckige Gebäude errichten. Zunächst das einzige Gebäude auf dem Campus, verfügte es über Wohnräume, Hörsäle und eine Kapelle. Die Portland University hatte finanzielle Probleme und musste das Gelände 1896 verlassen, nachdem die Einrichtung Kreditraten nicht bezahlt hatte. Der Campus mit West Hall fiel an die früheren Eigentümer des Geländes zurück.
Erzbischof Alexander Christie erwarb 1901 den Campus mit dem Gebäude im Tausch für zwei Anwesen der Kirche plus einem Dollar, um eine katholische Schule aufzubauen. Im September 1901 wurde die Columbia University mit West Hall als einzigem Gebäude eröffnet. Die Schule änderte 1935 ihren Namen in University of Portland.

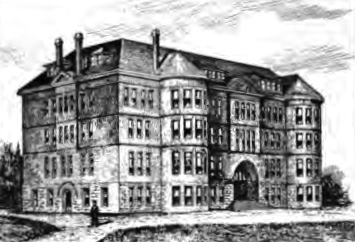
Zeichnung des Gebäudes aus dem Jahr 1894

West Hall wurde von der Stadt Portland 1970 als historisch bedeutendes Objekt eingestuft und 1977 in das National Register of Historic Places eingetragen. 1990 wurde die Renovierung des Objekts begonnen, um es auf den neuesten Stand der Bauvorschriften zu bringen und den Verfall zu verhindern. Dabei wurden sich senkende Mauern und Zwischendecken erneuert und das Gebäude verstärkt, um es erdbebensicher zu machen. Das 5,5 Millionen Dollar teure Projekt nutzte die ursprünglichen Pläne und alte Fotografien, um das ursprüngliche Aussehen des Gebäudes und die Atmosphäre zu bewahren. Weitere Maßnahmen umfassten die Schaffung eines barrierefreien Zugangs, den Austausch der Fenster und die Restaurierung des Hartholzdielen-Fußbodens. Die Erneuerungsmaßnahmen wurden teilweise durch private Spenden finanziert und im Oktober 1993 beendet.
Im Oktober 1992 gab die Universität dem Gebäude den neuen Namen Waldschmidt Hall, womit der frühere Präsident der Universität, Paul Waldschmidt, geehrt wurde. Seit der Erneuerung des Gebäudes sind darin Büros der Universitätsverwaltung und einige Klassenzimmer untergebracht. Am 1. Mai 2001 widmete der United States Postal Service dem hundertjährigen Jubiläum der Universität eine Postkarte, auf der Waldschmidt Hall dargestellt wurde. Das computererzeugte Bild des Gebäudes ist Teil einer Serie mit historischen Denkmälern und wurde von John Pirman gestaltet.

## Einzelheiten
Frederick Manson White, Richard H. Martin, Jr. und William F. McCaw waren die ursprünglichen Architekten des Gebäudes. Das im neuromanischen Stil erbaute Gebäude aus Backsteinen ist an der Außenseite mit Teilen aus Gusseisen verziert. Die Form des Gebäudes lehnt sich an Sever Hall in Harvard an und verfügt über einen breiten mit einer Kuppel versehenen Eingang.
Das Innere des 2790 m² umfassenden Gebäudes ist weitgehend aus Holz – die Wände sind mit Kirschholz vertäfelt, der Fußboden besteht aus Eichendielen, die Treppe ist ebenfalls aus Holz gezimmert. Die Möblierung ist modern.